# アルケシラーオス
アルケシラーオス（古希: Ἀρκεσίλαος, Arkesilāos）は、ギリシア神話の人物である。長母音を省略してアルケシラオスとも表記される。アレーイリュコスとテオブーレーの子、あるいはボイオートスの子イトーノスの子アルキリュコスの子で、プロトエーノールと兄弟。ペーネレオース、レーイトス、クロニオスとは従兄弟にあたる。従兄弟はペーネレオース、クロニオスともいう。
トロイア戦争ではギリシア軍におけるボイオーティア地方の武将の1人で、ペーネレオース、レーイトス、プロトエーノール、クロニオスとともに50隻の軍勢を率いたとも、ボイオーティアの軍勢10隻を率いたともいわれる。一説では兄弟のプロトエーノールとともにボイオーティア勢の指揮官を務めた。
アルケシラーオスはアポローンがゼウスの命でアイギスを振りかざし、ギリシア軍を混乱に陥れた際、メネステウスの部下スティキオスとともにヘクトールによって討たれた。あるいはボエテス、プロトエーノールとともにヘクトールに討たれた。戦後、アルケシラーオスの遺骨はレーイトスによって持ち帰られ、レバデイア近郊のヘルキュナ河畔に埋葬された。